# Парламентские выборы в Великобритании (1826)
Парламентские выборы в Великобритании 1826 года прошли с 7 июня по 12 июля и стали седьмыми парламентскими выборами в истории Соединённого королевства Великобритании и Ирландии после Актов об унии 1800 года. В ходе выборов были избраны 658 членов Палаты общин, нижней палаты парламента Соединённого Королевства.
Шестой парламент Соединённого Королевства был распущен 2 июня 1826 года. Новый парламент был созван на своё первое заседание 25 июля 1826 года на максимальный семилетний срок с этой даты. Максимальный срок мог быть и обычно сокращался, когда монарх распускал парламент до истечения его срока. По состоянию на 2024 год граф Ливерпуль остаётся последним премьер-министром, одержавшим победу на четырёх выборах подряд.

## Политическая ситуация
Граф Ливерпуль, который стал лидером тори и премьер-министром после убийства своего предшественника в 1812 году, привёл свою партию к трём подряд победам на выборах. Лидером Палаты общин до самоубийства в 1822 году был Роберт Стюарт. На посту лидера его сменил Джордж Каннинг.
Партия вигов продолжала страдать от слабого руководства, особенно в Палате общин.
В 1824 году граф Грей отказался от формального руководства фракцией вигов в Палате лордов, хотя и оставался самым видным пэром среди вигов. Грей попросил своих друзей обратить внимание на маркиза Лансдауна, который согласился исполнять функции лидера вигов в Палате общин, но не принял титул.
Во время выборов 1826 года Грей всё ещё был ведущей фигурой среди вигов в Палате лордов. Вероятно, его бы пригласили сформировать правительство, если бы виги пришли к власти, хотя в эту эпоху монарх, а не правящая партия, решал, кто станет премьер-министром.
Лидер оппозиции в Палате общин на предыдущих выборах Джордж Тирни после поражение отказался от лидерства 23 января 1821 года. В оставшееся время работы парламента не появилось ни одного нового лидера вигов.
В ирландской политике после выборов 1820 года произошли значительные изменения. Хотя католикам в Ирландии, которые соответствовали обычному имущественному цензу, было разрешено голосовать ещё до унии 1800 года, они по-прежнему не имели права заседать в парламенте Соединённого Королевства. В 1823 году ирландский политик-католик Дэниел О’Коннелл начал кампанию за отмену Акта об унии и взял эмансипацию католиков в качестве лозунга для объединения ирландских католиков, основав Католическую ассоциацию.
С 1826 года Католическая ассоциация начала поддерживать на выборах кандидатов, выступающих за эмансипацию католиков. Ассоциация использовала деньги и своих членов для агитации за кандидатов, избранных в парламент, чтобы оказать давление на правительство изнутри и добиться эмансипации.

## Даты выборов
В тот период в Великобритании не было единого дня выборов. Получив королевский приказ о назначении выборов, местное должностное лицо, ответственное за их проведение, устанавливало график голосования для конкретного избирательного округа или округов, которые входили в сферу его ответственности. Голосование в округах могло продолжаться в течение многих дней, пока депутат не будет избран.
Выборы проходили в течение 5 недель, с 7 июня по 12 июля 1826 года.

## Результаты
Состав Палаты общин по итогам выборов 1826 года

 Тори Виги Радикалы Другие